# 蓮昌寺 (葛飾区)
蓮昌寺（れんじょうじ）は、東京都葛飾区小菅にある日蓮宗の寺院。山号は法光山。旧本山は真間弘法寺、池上柳嶋法縁。

## 歴史
正安2年（1300年）松本阿闍梨日念が創建した道昌寺を慶長19年（1614年）蓮昌寺と改名したという。
明暦2年（1656年）日敢が再興、万治3年（1660年）日円が七面大明神を勧請、寛政4年（1792年）11代将軍徳川家斉が鷹狩で使用し以来将軍家の御膳所に指定された。
文化8年（1811年）鐘楼を再建、安政2年（1855年）安政大地震で諸堂が大破、文久2年（1862年）25世日深の代に再建された。

## 文化財
- 木造日念上人坐像（葛飾区指定文化財）
- 木造日蓮聖人坐像（葛飾区指定文化財）
- 蓮昌寺板絵類 20面（葛飾区指定文化財）

## その他
本寺は北野武（映画監督）の実家の菩提寺であり、1999年に北野武の母が亡くなった際には本寺で葬儀・告別式が営まれた。
また本寺はいかりや長介（音楽家・タレント・俳優）家の菩提寺でもあり、いかりや長介自身の墓所もここに存する。

## アクセス
- 東日本旅客鉄道（JR東日本）常磐線／東京メトロ千代田線「綾瀬駅」より徒歩10分（経路案内）
- 京成本線「堀切菖蒲園駅」より徒歩14分（経路案内）

## 参考資料
- 日蓮宗寺院大鑑編集委員会『宗祖第七百遠忌記念出版 日蓮宗寺院大鑑』大本山池上本門寺 (1981年)
- 「上千葉村 蓮昌寺」『新編武蔵風土記稿』 巻ノ22葛飾郡ノ3、内務省地理局、1884年6月。NDLJP:763978/85。